# 小竹 (佐倉市)
小竹（おだけ）は、千葉県佐倉市の大字。郵便番号285-0853。

## 地理
北は先崎、北東は小竹干拓、東は臼井田、南東は臼井台、南は上座、西はユーカリが丘、北西は青菅に隣接している。

## 小字
小字は以下の通り。
- 原ヶ作（はらがさく）
- 木戸谷津（きどやつ）
- 米内（こめのうち）
- 大山下（おおやました）
- 埜田（のだ）
- 弁天後（べんてんうしろ）
- 城口（じょうぐち）
- 手操（たぐり）
- 向台（むかいだい）
- 踊場（おどりば）
- 御門屋敷（みかどやしき）
- 中内（なかうち）
- 大原（おおはら）
- 郷（ごう）
- 宮の後（みやのうしろ）
- 登戸（のぼりと）
- 古橋原（こはしはら）
- 扇立（おぎだて）
- 西の作（にしのさく）
- 後谷津（うしろやつ）
- 折元（おりもと）
- 西の台（にしのだい）
- 山崎（やまざき）
- 水神前（すいじんまえ）
- 水神橋（すいじんばし）
- 中橋（なかばし）

## 歴史
江戸期は小竹村であり、下総国印旛郡のうち。佐倉藩領。村高は「元禄郷帳」400石余、「天保郷帳」「旧高旧領」ともに402石余。宝永4年検地帳によれば、反別田36町8反余・畑屋敷14町4反余、名請人56、うち屋敷持43（佐倉市史2）。安政4年「領分村高帳」によれば、小物成として夫役永1貫200文・野山銭金1分が見える（旧佐野家文書/千葉市史史料編2）。明治6年千葉県に所属。同年西福寺に小竹小学校開校。神社は四社大神など、寺院は真言宗西福寺（印旛郡誌）。明治22年志津村の大字となる。

### 年表
- 1873年（明治6年） - 千葉県に所属。
- 1889年（明治22年）4月1日 - 志津村大字小竹となる。
  - 町村制施行し井野村、井野町、先崎村、上座村、小竹村、青菅村、下志津村、上志津村が合併し印旛郡志津村が発足。
- 1954年（昭和29年）3月31日 - 佐倉市小竹となる。
  - 佐倉町・臼井町・弥富村・志津村・根郷村・和田村が合併し、佐倉市が発足。

## 世帯数と人口
2017年（平成29年）10月31日現在の世帯数と人口は以下の通りである。
| 大字 | 世帯数  | 人口  |
| ---- | ------- | ----- |
| 小竹 | 158世帯 | 377人 |

## 小・中学校の学区
市立小・中学校に通う場合、学区は以下の通りとなる。
| 地域 | 小学校             | 中学校             |
| ---- | ------------------ | ------------------ |
| 全域 | 佐倉市立小竹小学校 | 佐倉市立井野中学校 |

## 施設
- 四社大神
- 道祖神社
- 小竹水神社
- 御嶽神社
- 西福寺
- 念仏堂

## 交通

### 道路
- 国道
  - 国道296号